# Anton von Maron

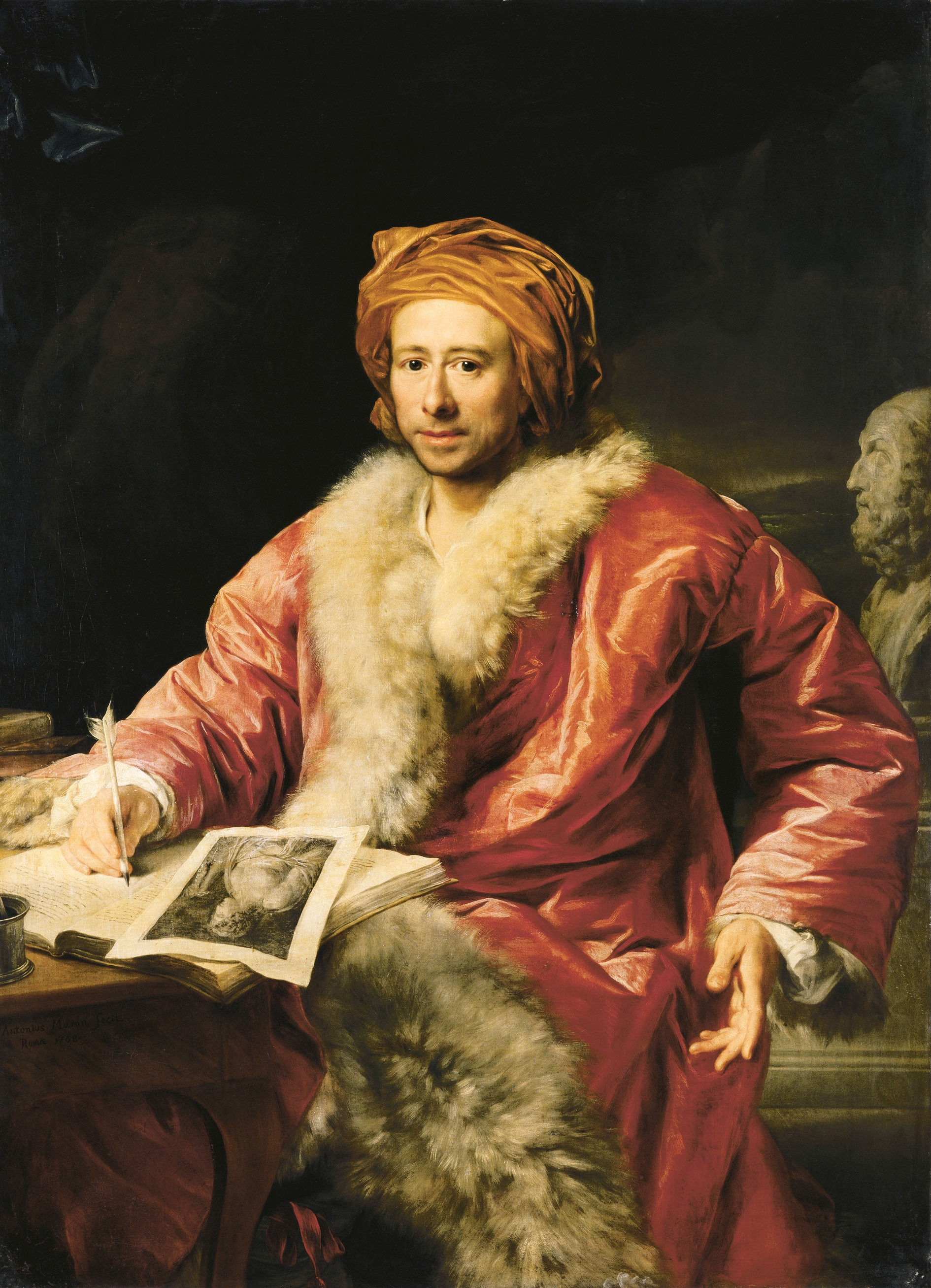
Johann Joachim Winckelmann in un ritratto eseguito da Anton von Maron, 1768

Anton von Maron (Vienna, 8 gennaio 1733 – Roma, 3 marzo 1808) è stato un pittore austriaco, attivo soprattutto alla corte viennese e nell'allora capitale degli Stati Pontifici: Roma.

## Biografia
Von Maron nacque a Vienna, ma giunse a Roma con la famiglia in giovane età. Qui egli studiò sotto la direzione di Anton Raphael Mengs, di cui sposò la sorella, Therese, anch'ella pittrice.
Divenne un quotato ritrattista per la sua epoca, dipingendo in particolare ritratti di alcuni regnanti come Maria Teresa d'Austria ed alcune vedute della città di Roma.
Visse il resto della sua vita a Roma ove morì nel 1808.
Fu membro dell'Accademia di San Luca e la diresse nel 1784.